# Elecciones municipales de Chile de 1996
Las elecciones municipales de 1996 en Chile se realizaron el domingo 27 de octubre de dicho año. Se eligió a los responsables de la administración local, es decir, de las comunas. Chile está dividido en 341 comunas, administradas por una municipalidad, compuesta por un alcalde y un concejo municipal, formado por un número de 6, 8 o 10 concejales, dependiendo del número de electores de cada comuna. Ambos cargos duran cuatro años en su labor.
Los concejales son elegidos en forma directa mediante el sistema electoral proporcional con cifra repartidora conocido como Sistema D'Hondt.
En materia de elección de alcalde, de acuerdo a la ley modificada, será elegido aquel candidato que haya obtenido la primera mayoría en la comuna y, que además, pertenezca a una lista o pacto que cuente, a lo menos, con el 30 % de los votos válidamente emitidos en la respectiva elección. De no ser cumplido lo señalado, será escogido el candidato a concejal que haya obtenido la primera mayoría comunal y cuya lista o pacto haya alcanzado la mayor votación en la comuna. En caso de no cumplirse ninguno de los supuestos anteriores, se elegirá al candidato que haya obtenido individualmente la mayor votación dentro de la lista o pacto mayoritario en la comuna. En esta elección, la gobernante Concertación se impone con claridad a la opositora Unión por Chile.
En estas elecciones hubo 7 comunas nuevas que debieron elegir autoridades. Estas fueron: Padre Hurtado, Concón, San Rafael, Chillán Viejo, Chiguayante, San Pedro de la Paz y Padre Las Casas.
Las elecciones estaban originalmente prevista para junio de 1996, sin embargo fueron postergadas al 27 de octubre mediante una reforma constitucional. De la misma forma, el periodo de los alcaldes y concejales fue prorrogado hasta el 6 de diciembre, fecha de instalación de los nuevos municipios.

## Resultados

### Alcaldes y concejales
| Lista                                  | Pacto o partido                               | Sigla | Conc.?  | %?      | Alc.?   | %?      |
| -------------------------------------- | --------------------------------------------- | ----- | ------- | ------- | ------- | ------- |
| A                                      | El Sur Independiente                          |       | 7       | 0,33 %  | 2       | 0,59 %  |
|                                        | Partido del Sur                               | PDS   | 7       | 0,33 %  | 2       | 0,59 %  |
| Independientes Lista A                 | ILA                                           | 0     | 0,00 %  | 0       | 0,00 %  |         |
| B                                      | Independientes progresistas por Centro Centro |       | 55      | 2,58 %  | 5       | 1,47 %  |
|                                        | Unión de Centro Centro                        | UCC   | 2       | 0,09 %  | 0       | 0,00 %  |
| Independientes Lista B                 | ILB                                           | 53    | 2,49 %  | 5       | 1,47 %  |         |
| C                                      | La Izquierda                                  |       | 35      | 1,64 %  | 2       | 0,59 %  |
|                                        | Partido Comunista                             | PCCh  | 31      | 1,45 %  | 2       | 0,59 %  |
| Independientes Lista C                 | ILC                                           | 4     | 0,19 %  | 0       | 0,00 %  |         |
| D                                      | Unión por Chile                               |       | 770     | 36,16 % | 132     | 38,71 % |
|                                        | Renovación Nacional e indep.                  | RN    | 499     | 23,43 % | 86      | 25,22 % |
| Unión Demócrata Independiente e indep. | UDI                                           | 257   | 12,07 % | 42      | 12,32 % |         |
| Independientes Lista D                 | ILD                                           | 14    | 0,66 %  | 4       | 1,17 %  |         |
| E                                      | Opción Humanista                              |       | 5       | 0,23 %  | 1       | 0,29 %  |
|                                        | Partido Humanista                             | PH    | 3       | 0,14 %  | 1       | 0,29 %  |
| Independientes Lista E                 | ILE                                           | 2     | 0,09 %  | 0       | 0,00 %  |         |
| F                                      | Concertación por la Democracia                |       | 1251    | 58,73 % | 197     | 57,76 % |
|                                        | Partido Demócrata Cristiano                   | PDC   | 580     | 27,23 % | 102     | 29,91 % |
| Partido por la Democracia              | PPD                                           | 237   | 11,13 % | 34      | 9,97 %  |         |
| Partido Socialista                     | PS                                            | 213   | 10,00 % | 38      | 11,14 % |         |
| Partido Radical Socialdemócrata        | PRSD                                          | 191   | 8,97 %  | 16      | 4,69 %  |         |
| Independientes Lista F                 | ILF                                           | 30    | 1,41 %  | 7       | 2,05 %  |         |
| I                                      | Independientes fuera de pacto                 | Ind   | 7       | 0,33 %  | 2       | 0,59 %  |
| Total                                  | Total                                         | Total | 2130    | 100 %   | 341     | 100 %   |

### Votación única para concejales y designación de alcaldes
| Lista                                  | Pacto o partido                              | Sigla                       | Votos     | %?      | Cand.? | Conc.?  | ± %?    |
| -------------------------------------- | -------------------------------------------- | --------------------------- | --------- | ------- | ------ | ------- | ------- |
| A                                      | El Sur Independiente                         |                             | 19 753    | 0,31 %  | 59     | 7       |         |
|                                        | Partido del Sur                              | PDS                         | 15 929    | 0,25 %  | 45     | 7       |         |
| Independientes Lista A                 | ILA                                          | 3824                        | 0,06 %    | 14      | 0      |         |         |
| B                                      | Independientes Progresistas de Centro Centro |                             | 175 487   | 2,78 %  | 444    | 55      |         |
|                                        | Unión de Centro Centro                       | UCC                         | 11 553    | 0,18 %  | 36     | 2       | -7,92 % |
| Independientes Lista B                 | ILB                                          | 163 934                     | 2,60 %    | 408     | 53     |         |         |
| C                                      | La Izquierda                                 |                             | 370 934   | 5,89 %  | 875    | 35      |         |
|                                        | Partido Comunista                            | PCCh                        | 324 280   | 5,15 %  | 675    | 31      | -1,40 % |
| Independientes Lista C                 | ILC                                          | 46 654                      | 0,74 %    | 200     | 4      |         |         |
| D                                      | Unión por Chile                              |                             | 2 046 001 | 32,47 % | 1642   | 770     | 2,80 %  |
|                                        | Renovación Nacional e indep.                 | RN                          | 1 162 949 | 18,46 % | 934    | 499     | 5,02 %  |
| Unión Demócrata Independiente e indep. | UDI                                          | 820 660                     | 13,02 %   | 676     | 257    | 2,83 %  |         |
| Independientes Lista D                 | IND                                          | 62 392                      | 0,99 %    | 32      | 14     | -4,98 % |         |
| E                                      | Opción Humanista                             |                             | 100 304   | 1,59 %  | 354    | 5       |         |
|                                        | Partido Humanista                            | PH                          | 86 435    | 1,37 %  | 253    | 3       |         |
| Independientes Lista E                 | ILE                                          | 13 869                      | 0,22 %    | 101     | 2      |         |         |
| F                                      | Concertación por la Democracia               |                             | 3 536 842 | 56,13 % | 2002   | 1251    | 2,83 %  |
|                                        | Partido Demócrata Cristiano                  | PDC                         | 1 651 245 | 26,21 % | 806    | 580     | -2,72 % |
| Partido por la Democracia              | PPD                                          | 739 663                     | 11,74 %   | 408     | 237    | 2,53 %  |         |
| Partido Socialista                     | PS                                           | 702 482                     | 11,15 %   | 398     | 213    | 2,62 %  |         |
| Partido Radical Socialdemócrata        | PRSD                                         | 412 193                     | 6,54 %    | 321     | 191    |         |         |
| Independientes Lista F                 | ILF                                          | 31 259                      | 0,50 %    | 69      | 30     | 0,01 %  |         |
| I                                      | Independientes fuera de pacto                | Ind                         | 51 977    | 0,83 %  | 94     | 7       | -1,31 % |
| Total de votos válidos                 | Total de votos válidos                       | Total de votos válidos      | 6 301 298 | 89,01 % |        |         |         |
| Votos nulos                            | Votos nulos                                  | Votos nulos                 | 561 612   | 7,93 %  |        |         |         |
| Votos en blanco                        | Votos en blanco                              | Votos en blanco             | 216 508   | 3,06 %  |        |         |         |
| Total de sufragios emitidos            | Total de sufragios emitidos                  | Total de sufragios emitidos | 7 079 418 | 100 %   |        |         |         |

## Alcaldías 1996-2000

### Listado de alcaldes electos
Listado de alcaldes elegidos en las principales ciudades del país.
| Municipio | Municipio    | Alcalde electo                                         |
| --------- | ------------ | ------------------------------------------------------ |
|           | Arica        | Iván Paredes Fierro Partido Socialista                 |
|           | Iquique      | Jorge Soria Quiroga Partido por la Democracia          |
|           | Calama       | Edwin Rowe Molina Partido Radical Socialdemócrata      |
|           | Antofagasta  | Pedro Araya Ortiz Partido Demócrata Cristiano          |
|           | Copiapó      | Marcos López Rivera Partido Socialista                 |
|           | La Serena    | Adriana Peñafiel Villafañe Renovación Nacional         |
|           | Coquimbo     | Pedro Velásquez Seguel Partido Demócrata Cristiano     |
|           | Valparaíso   | Hernán Pinto Miranda Partido Demócrata Cristiano       |
|           | Santiago     | Jaime Ravinet de la Fuente Partido Demócrata Cristiano |
|           | Rancagua     | Darío Valenzuela van Treek Partido por la Democracia   |
|           | Talca        | Germán Verdugo Soto Ind. Unión por Chile               |
|           | Concepción   | Ariel Ulloa Azócar Partido Socialista                  |
|           | Temuco       | René Saffirio Espinoza Partido Demócrata Cristiano     |
|           | Valdivia     | Jorge Sabat Gozalo Partido Radical Socialdemócrata     |
|           | Puerto Montt | Raúl Blanco Watson Partido Socialista                  |
|           | Coyhaique    | Carlos Balbontín Balbontín Partido Demócrata Cristiano |
|           | Punta Arenas | Nelda Panicucci Bianchi Partido Socialista             |